# 福紐德
福紐德（匈牙利語：Fonyód，發音：[ˈfoɲoːd]）是匈牙利紹莫吉州的城鎮，位於該國西部巴拉頓湖東南岸，面積53.55平方公里，2011年人口4,777，其中約七成居民信奉天主教。

## 友好城市
- 德国 莱普海姆
- 羅馬尼亞 博爾塞克
- 新維諾多爾斯基
- 斯洛伐克 新扎姆基

## 外部連結
- Fonyod.hu （页面存档备份，存于） （匈牙利文）
- Street map （页面存档备份，存于） （匈牙利文）